# カサノリ目
カサノリ目（） (学名: Dasycladales) は、緑藻植物門のアオサ藻綱に属する目の1つである。カサノリ目に属する生物は主軸と輪生する側枝からなる緑藻であり、しばしば石灰化する。基本的に多核嚢状性 (多数の核を含む1個の巨大細胞) であるが、カサノリ属などでは発生終期まで核を1個だけもつ。この性質を利用して核を含む部分と含まない部分を入れ替える接ぎ木実験に用いられ、生物の表現型を支配しているのが核であることや、遺伝情報を伝達する物質 (現在ではmRNAであることが明らかとなっている) が存在することを初めて示した。沿岸域に生育し、ほとんどが熱帯から亜熱帯域に分布する。カンブリア紀以降の化石記録が豊富であるが、現生種としてはおよそ10属50種のみが知られる。

## 特徴

### 体制
藻体は高さ数ミリメートル (mm) から20センチメートル (cm) ほどになるが、基本的に藻体内に隔壁がなく、1個の細胞だけからなる。発生初期 (ときにかなり後期まで) は核を1個だけ含むが、後に核分裂を繰り返して多核になる (下記参照)。
藻体は基本的に主軸 (main axis, primary axis) と輪生する側枝 (lateral) からなり、輪生した側枝の集合は輪生枝 (whorl) とよばれる (上図1)。種によっては、側枝の先端が互いに接着して主軸を包んでいる (上図1a, b)。主軸は先端成長し、基部には仮根 (rhizoid) を伴う付着器 (holdfast) が発達する (上図1)。古い側枝は、しばしば主軸に跡を残して脱落する。有性生殖時には特別な枝である胞子枝 (gametangiophore) を形成し、その中に配偶子嚢シストを形成する (下記参照)。

### 細胞構造
細胞 (藻体) は細胞壁で囲まれている。藻体の細胞壁は β-1,4-マンナンを主とする。ふつうアラレ石（アラゴナイト）の形で炭酸カルシウムが細胞壁に沈着し、石灰化する。低温や低照度では石灰化が低下することが知られている。一方、配偶子嚢シストの細胞壁はセルロースを主とする。
藻体内の大部分は液胞で占められ、葉緑体などの細胞小器官を含む細胞質は表層近くに薄く分布する。藻体軸に沿って速さ 60–120 µm/m に達する原形質流動を行い、細胞小器官や栄養物、mRNA などが移動する。
最初は複相 (ゲノムを2セットもつ) または多倍性の1個の核が仮根部に存在するが、後に減数分裂とそれに続く分裂によって単相 (ゲノムを1セットもつ) 核が多数存在する状態になる。複相核は一次核 (primary nucleus) または巨大核 (macronucleus) とよばれ、巨大（ときに直径 100 µm に達する) で特異な構造を示す。単相核は二次核（secondary nucleus）とよばれる。核分裂は閉鎖型、中間紡錘体は残存型。極に中心小体は存在しない。
葉緑体は盤状で多数、ときにピレノイドをもたない。同一個体内でチラコイドの分布が異なる葉緑体の２型が存在することがある。葉緑体中にデンプンまたはフラクタンを貯蔵する。色素体DNAは極めて大きく、2 Mbp (200万塩基対、一般的な色素体DNAは10-20万塩基対) に達することが示唆されている。

### 鞭毛細胞

2. カサノリ属 (カサノリ科) の生活環. 胞子枝 (cap) 中に形成された配偶子嚢シスト (cyst) から放出された2本鞭毛性の配偶子 (gametes) が合体して接合子 (zygote) となり、1個の複相核 (nucleus) を維持したまま中心軸 (stalk) と輪生枝 (whorl)、仮根 (rhizoid) からなる藻体へ成長する。

鞭毛細胞としては、2本鞭毛性の配偶子のみが存在する (右図2)。２個の基底小体は上から見て半時計回り方向にずれており、側部でやや重なって配置する。鞭毛装置は回転対称の交叉型であり、基底小体と微小管性鞭毛根の間の角度は小さい (スミレモ目やシオグサ目と共通)。配偶子は眼点をもち、正の走光性を示すが、接合後の動接合子は負の走光性を示す。

### 生活環
接合子は直接に藻体へと成長し、少なくとも発生初期は複相単核 (一次核、巨大核) を維持する (右図2)。その後、減数分裂およびそれに続く核分裂が起こり単相の核 (二次核) を多数もつようになる。ウスガサネ属などでは比較的初期に減数分裂・核分裂を行い多数の二次核をもつようになる。一方、カサノリ属などでは栄養体がほぼ完成するまで1個の一次核を仮根部に維持する (右図2)。多数の二次核が形成されると、胞子枝中に移動し、ここで細胞骨格に囲まれて配偶子が形成される。また多数の配偶子を含む領域は配偶子嚢シスト (gametangial cyst) へと分化する (右図2)。配偶子嚢シストはすぐに配偶子を放出することもあるが、耐久世代として機能することもある。配偶子は同形配偶または異形配偶を行い、接合子を形成、これが新たな藻体へ発生する。遊走子など胞子による無性生殖は知られていない。

## 生態

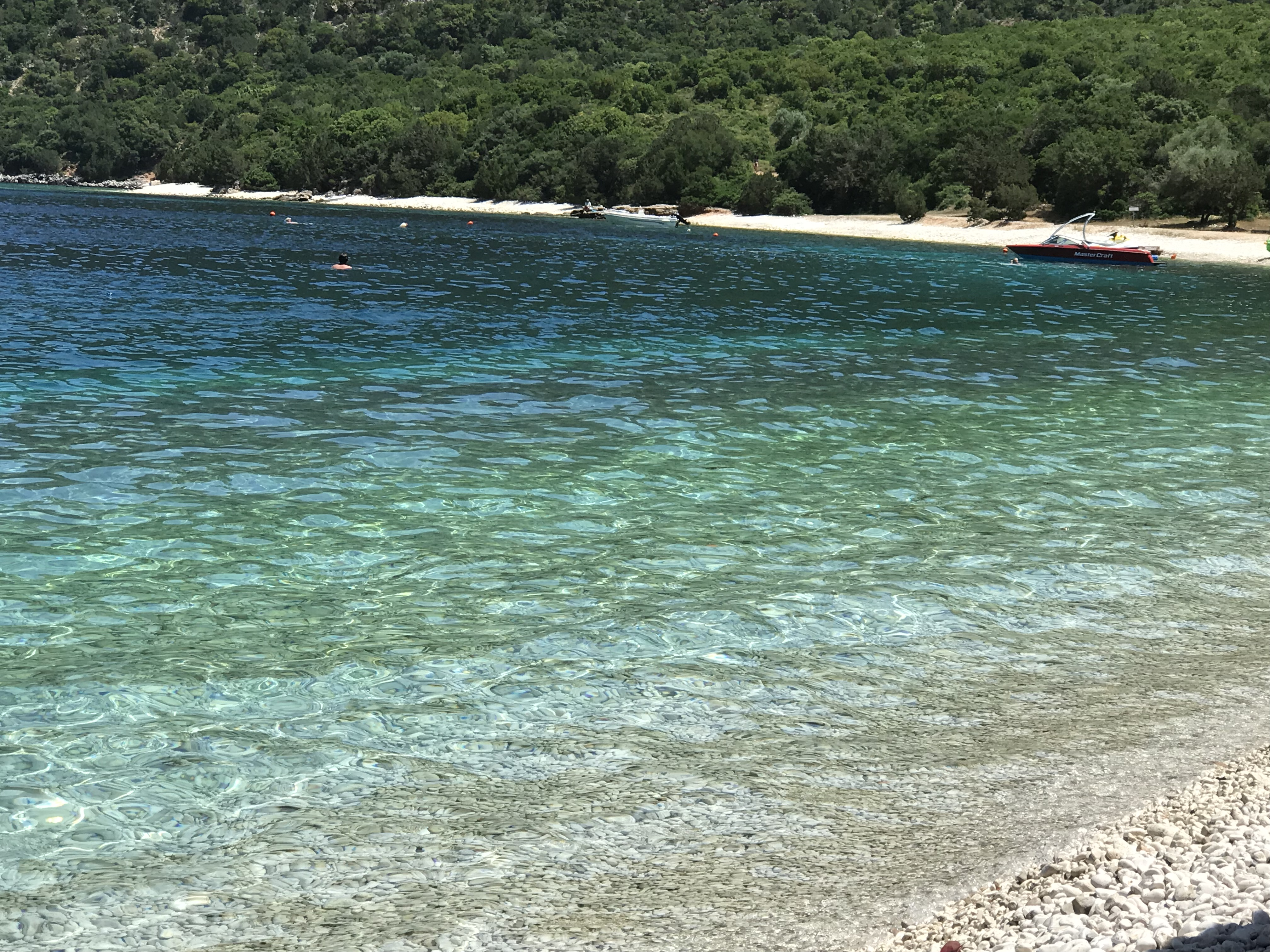
3. (カサノリ科) の生育環境 (ケファロニア島、ギリシャ)

カサノリ類は全て沿岸域に生育する海藻であり、特に熱帯から亜熱帯域に多い。浅い海に生育するが、水深20メートル (m) からの報告もある (右図3)。一般に塩濃度変化に弱いが、Batophora は他の属よりも耐性を示す。
2020年現在、環境省レッドリストでは、ホソエガサ (Acetabularia caliculus)、ケブカフデモ (Dasycladus vermicularis) は絶滅危惧I類に、ウスガサネ (Cymopolia vanbosseae) は絶滅危惧II類に、カサノリ (Acetabularia ryukyuensis)、ナガミズタマ (Bornetella nitida)、カタミズタマ (Bornetella oligospora) は準絶滅危惧に指定されている。

## 系統と分類
多核嚢状性であることからハネモ類などとともにクダモ目に分類されたり、特異な特徴を多くもつため独立の目 (カサノリ目) として認識されていた。やがて1970年代以降、微細構造学的特徴 (鞭毛装置、核分裂様式) から、アオサ目、シオグサ目、ハネモ目などとともにアオサ藻綱に分類されるようになった。独立の綱 (カサノリ綱 Dasycladophyceae) として扱われたこともあるが、2020年現在ではふつうアオサ藻綱の1目とされる。分子系統学的解析からは、同様に多核嚢状性であるハネモ目の姉妹群であることが示唆されているが、これとは異なる系統関係を示している研究もある。
現生種としてはおよそ10属50種ほどが知られる。輪生枝に球形の胞子枝を側生するケブカフデモ科 (Dasycladaceae) と、棍棒状の胞子枝が主軸に輪生するカサノリ科 (Polyphysaceae) に分けられているが、前者は側系統群であることが示されている (下図4)。日本からは7属16種が報告されている。
|  | フデノホ属 (Neomeris)    |
|  |                          |
|  | ウスガサネ属 (Cymopolia) |
|  |                          |

|  | Batophora    |
|  |              |
|  | Chloroclados |
|  |              |

|  | Chalmasia                 |
|  |                           |
|  | イソスギナ属 (Halicoryne) |
|  |                           |

|  | カサノリ属 (Acetabularia)    |
|  |                              |
|  | ヒナカサノリ属 (Parvocaulis) |
|  |                              |

|  | Chalmasia                 |
|  |                           |
|  | イソスギナ属 (Halicoryne) |
|  |                           |

|  | カサノリ属 (Acetabularia)    |
|  |                              |
|  | ヒナカサノリ属 (Parvocaulis) |
|  |                              |

|  | フデノホ属 (Neomeris)    |
|  |                          |
|  | ウスガサネ属 (Cymopolia) |
|  |                          |

|  | Batophora    |
|  |              |
|  | Chloroclados |
|  |              |

|  | Chalmasia                 |
|  |                           |
|  | イソスギナ属 (Halicoryne) |
|  |                           |

|  | カサノリ属 (Acetabularia)    |
|  |                              |
|  | ヒナカサノリ属 (Parvocaulis) |
|  |                              |

|  | Chalmasia                 |
|  |                           |
|  | イソスギナ属 (Halicoryne) |
|  |                           |

|  | カサノリ属 (Acetabularia)    |
|  |                              |
|  | ヒナカサノリ属 (Parvocaulis) |
|  |                              |

|  | フデノホ属 (Neomeris)    |
|  |                          |
|  | ウスガサネ属 (Cymopolia) |
|  |                          |

|  | Batophora    |
|  |              |
|  | Chloroclados |
|  |              |

|  | Chalmasia                 |
|  |                           |
|  | イソスギナ属 (Halicoryne) |
|  |                           |

|  | カサノリ属 (Acetabularia)    |
|  |                              |
|  | ヒナカサノリ属 (Parvocaulis) |
|  |                              |

|  | Chalmasia                 |
|  |                           |
|  | イソスギナ属 (Halicoryne) |
|  |                           |

|  | カサノリ属 (Acetabularia)    |
|  |                              |
|  | ヒナカサノリ属 (Parvocaulis) |
|  |                              |

|  | フデノホ属 (Neomeris)    |
|  |                          |
|  | ウスガサネ属 (Cymopolia) |
|  |                          |

|  | Batophora    |
|  |              |
|  | Chloroclados |
|  |              |

|  | Chalmasia                 |
|  |                           |
|  | イソスギナ属 (Halicoryne) |
|  |                           |

|  | カサノリ属 (Acetabularia)    |
|  |                              |
|  | ヒナカサノリ属 (Parvocaulis) |
|  |                              |

|  | Chalmasia                 |
|  |                           |
|  | イソスギナ属 (Halicoryne) |
|  |                           |

|  | カサノリ属 (Acetabularia)    |
|  |                              |
|  | ヒナカサノリ属 (Parvocaulis) |
|  |                              |

|  | フデノホ属 (Neomeris)    |
|  |                          |
|  | ウスガサネ属 (Cymopolia) |
|  |                          |

|  | Batophora    |
|  |              |
|  | Chloroclados |
|  |              |

|  | Chalmasia                 |
|  |                           |
|  | イソスギナ属 (Halicoryne) |
|  |                           |

|  | カサノリ属 (Acetabularia)    |
|  |                              |
|  | ヒナカサノリ属 (Parvocaulis) |
|  |                              |

|  | Chalmasia                 |
|  |                           |
|  | イソスギナ属 (Halicoryne) |
|  |                           |

|  | カサノリ属 (Acetabularia)    |
|  |                              |
|  | ヒナカサノリ属 (Parvocaulis) |
|  |                              |

|  | フデノホ属 (Neomeris)    |
|  |                          |
|  | ウスガサネ属 (Cymopolia) |
|  |                          |

|  | Batophora    |
|  |              |
|  | Chloroclados |
|  |              |

|  | Chalmasia                 |
|  |                           |
|  | イソスギナ属 (Halicoryne) |
|  |                           |

|  | カサノリ属 (Acetabularia)    |
|  |                              |
|  | ヒナカサノリ属 (Parvocaulis) |
|  |                              |

|  | Chalmasia                 |
|  |                           |
|  | イソスギナ属 (Halicoryne) |
|  |                           |

|  | カサノリ属 (Acetabularia)    |
|  |                              |
|  | ヒナカサノリ属 (Parvocaulis) |
|  |                              |

|  | フデノホ属 (Neomeris)    |
|  |                          |
|  | ウスガサネ属 (Cymopolia) |
|  |                          |

|  | Batophora    |
|  |              |
|  | Chloroclados |
|  |              |

|  | Chalmasia                 |
|  |                           |
|  | イソスギナ属 (Halicoryne) |
|  |                           |

|  | カサノリ属 (Acetabularia)    |
|  |                              |
|  | ヒナカサノリ属 (Parvocaulis) |
|  |                              |

|  | Chalmasia                 |
|  |                           |
|  | イソスギナ属 (Halicoryne) |
|  |                           |

|  | カサノリ属 (Acetabularia)    |
|  |                              |
|  | ヒナカサノリ属 (Parvocaulis) |
|  |                              |

|  | フデノホ属 (Neomeris)    |
|  |                          |
|  | ウスガサネ属 (Cymopolia) |
|  |                          |

|  | Batophora    |
|  |              |
|  | Chloroclados |
|  |              |

|  | Chalmasia                 |
|  |                           |
|  | イソスギナ属 (Halicoryne) |
|  |                           |

|  | カサノリ属 (Acetabularia)    |
|  |                              |
|  | ヒナカサノリ属 (Parvocaulis) |
|  |                              |

|  | Chalmasia                 |
|  |                           |
|  | イソスギナ属 (Halicoryne) |
|  |                           |

|  | カサノリ属 (Acetabularia)    |
|  |                              |
|  | ヒナカサノリ属 (Parvocaulis) |
|  |                              |

| カサノリ目の属までの分類体系の1例 (現生種のみ) および日本産種 (2019年現在) - カサノリ目 Dasycladales Pascher, 1931 - ケブカフデモ科 Dasycladaceae Kützing, 1843 - Batophora C. Agardh, 1854 - ミズタマ属 Bornetella Munier-Chalmas, 1877 ホソミズタマ (B. clavellina)、ナガミズタマ (B. nitida)、カタミズタマ (B. oligospora)、ミズタマ (B. sphaerica) - Chloroclados Sonder, 1871 - ウスガサネ属 Cymopolia J.V. Lamouroux, 1816 ウスガサネ (C. vanbosseae) - ケブカフデモ属 Dasycladus C. Agardh, 1828 ケブカフデモ (D. vermicularis) - フデノホ属 Neomeris J.V. Lamouroux, 1816 フデノホ (N. annulata)、ヌレフデノホ (N. bilimbata)、コナハダフデノホ (N. vanbosseae) - カサノリ科 Polyphysaceae Kützing, 1843 [Acetabulariaceae Nägeli, 1847] - Chalmasia Solms-Laubach, 1895 - イソスギナ属 Halicoryne Harvey, 1859 イソスギナ (H. wrightii) - カサノリ属 Acetabularia J.V. Lamouroux, 1821 ホソエガサ (A. caliculus)、リュウキュウガサ (A. dentata)、カサノリ (A. ryukyuensis) - ヒナカサノリ属 Parvocaulis S.Berger, U.Fettweiss, S.Gleissberg, L.B.Liddle, U.Richter, H.Sawitzky & G.C.Zuccarello, 2003 ハナレガサ (P. clavatus)、ホシガタカサノリ (P. exiguus)、ヒナカサノリ (ウスユキガサ; P. parvulus) |

カサノリ類は石灰化するため化石記録が豊富であり (下図5a–d)、最古のものは少なくともカンブリア紀まで遡る。ペルム紀、三畳紀中期、白亜紀前期、古第三紀前期に特に豊富であり、このころの石灰岩形成に大きく寄与したと考えられている。これら化石種として180属ほどが知られ、セレトネラ科 (Seletonellaceae; カンブリア紀〜白亜紀)、ディプロポラ科 (Diploporaceae; デボン紀〜三畳紀)、トリプロポレラ科 (Triploporellaceae; オルドビス紀〜始新世)、ケブカフデモ科 (ジュラ紀〜現在)、カサノリ科 (石炭紀〜現在) の5科に分類されている (上記分類表には、化石種は含めていない)。またカサノリ類との類縁性が示唆される生物群としてレセプタキュライテス類 (receptaculitids; 下図5e) と cyclocrinitids があるが、その系統的位置は明らかではない。

## ギャラリー

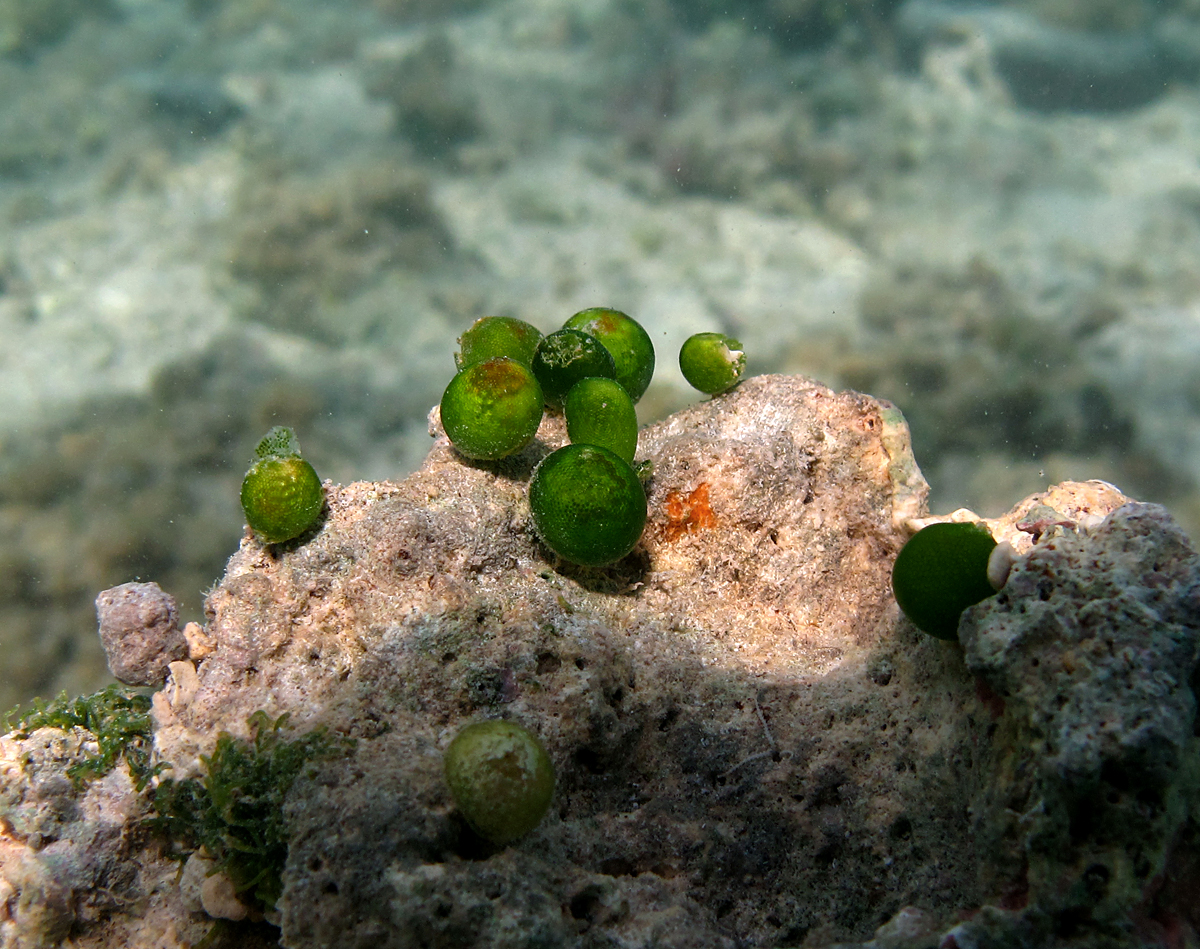
ミズタマ (ケブカフデモ科)
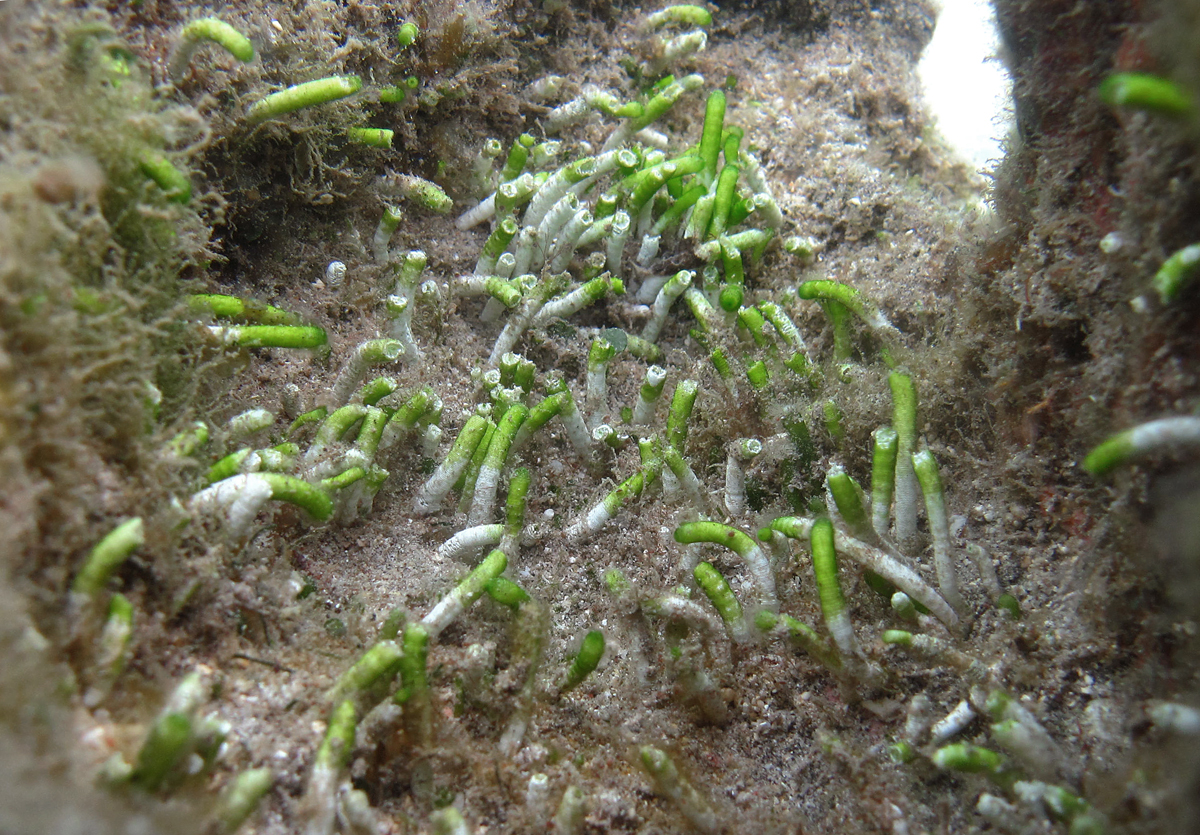
コナハダフデノホ (ケブカフデモ科)
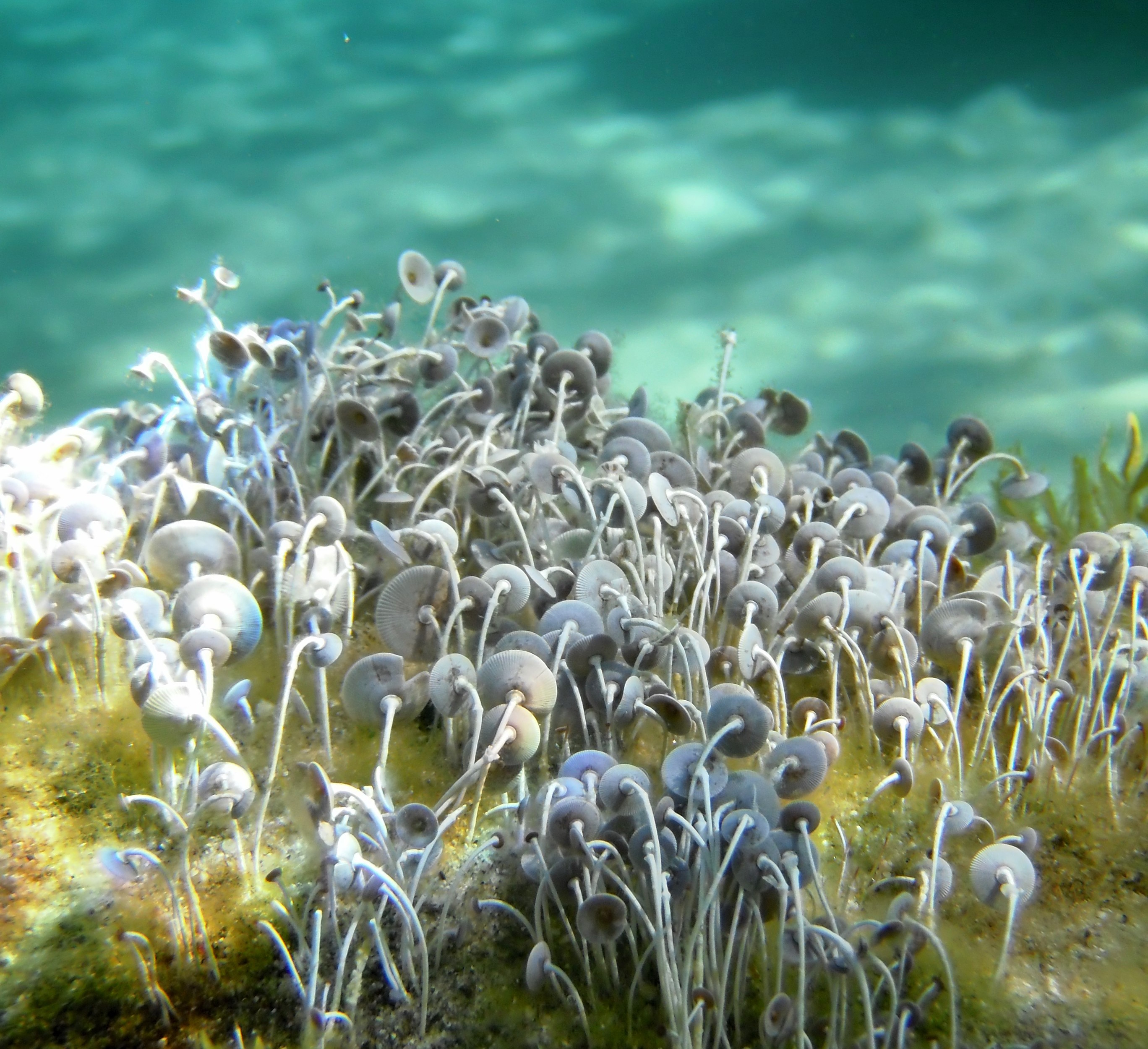
カサノリ属の1種 (カサノリ科)
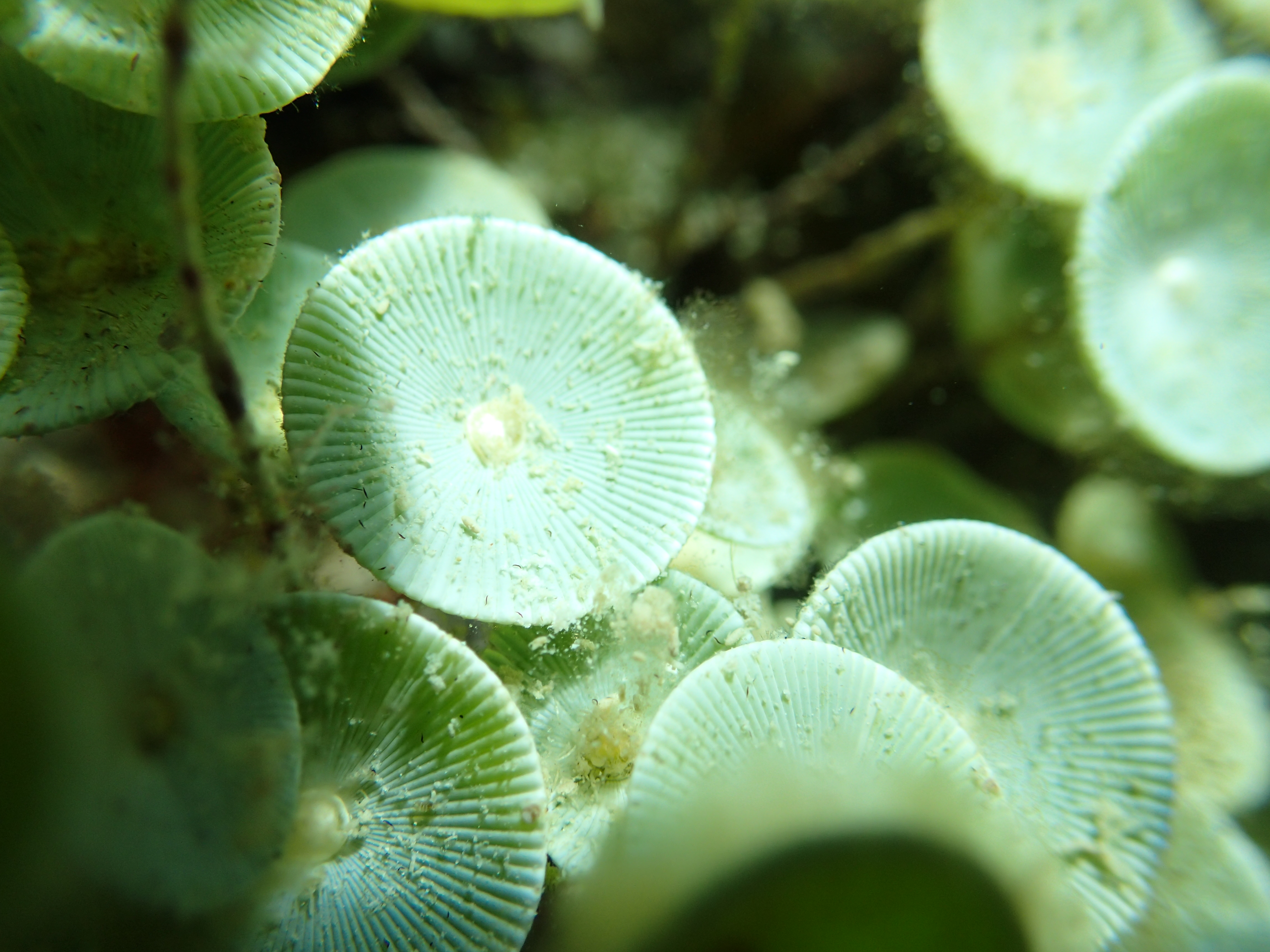
カサノリ属の1種 (カサノリ科)
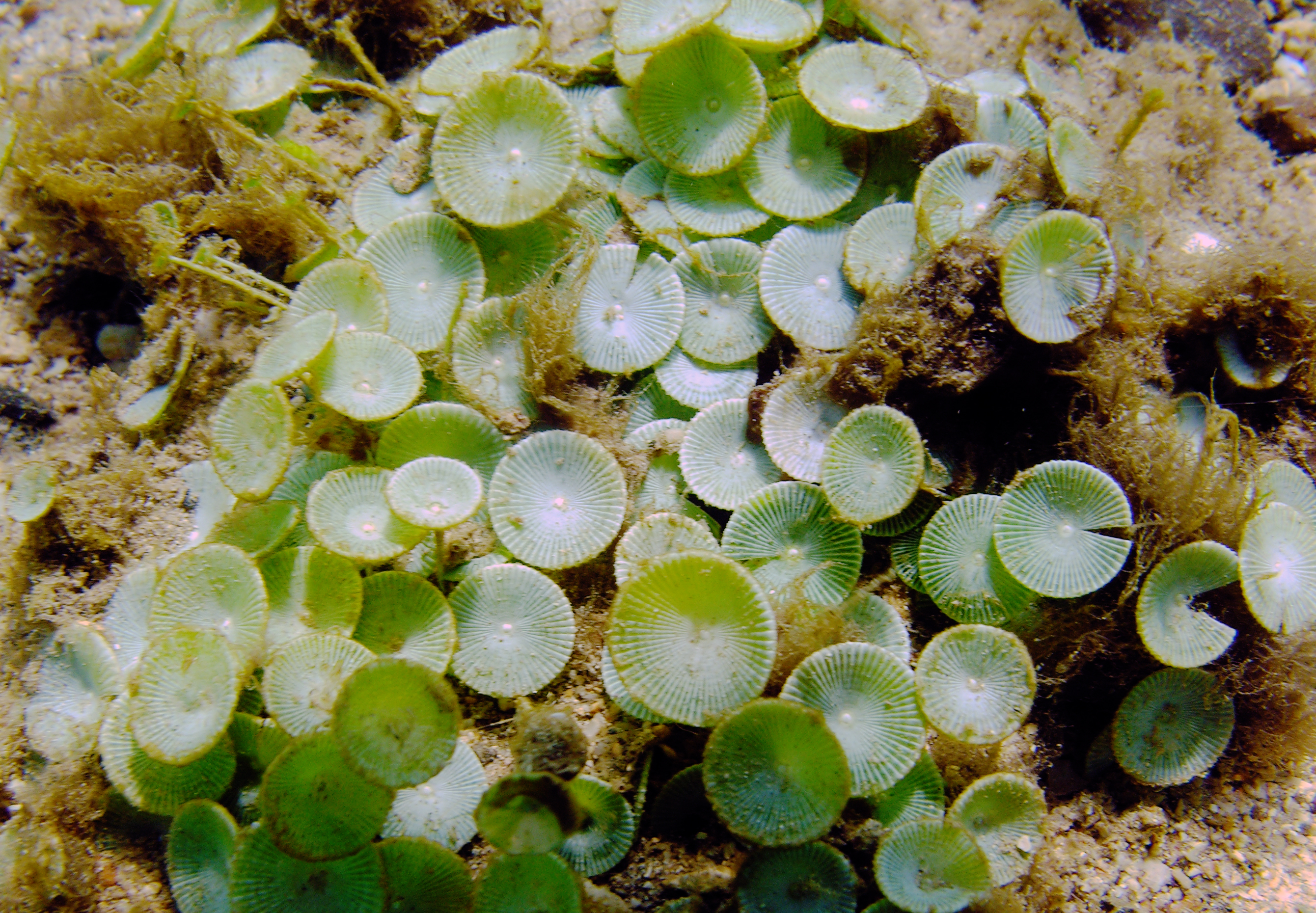
カサノリ属の1種 (カサノリ科)